# كدسورة متعرشة
كدسورة متعرشة (الاسم العلمي:Kadsura scandens) هي نوع من النباتات يتبع جنس الكدسورة من الفصيلة الشزندرية.